# Río Cua-Cua
El río Cua-Cua es un curso natural de agua que fluye desde el sector cordillerano de la comuna de Panguipulli, en la Región de los Ríos, Chile, hasta confluir con el río Tranquil en el lago Neltume de la cuenca del río Valdivia.

## Trayecto
El Río Cua-Cua nace al este de la sierra de Quinchilca, en la confluencia del río Liquiñe con el río Reyehueico en la comuna de Panguipulli. Este río fluye en sentido noreste a suroeste, recibe las aguas del estero Gunaco cerca de la localidad de Reyehueico. El río continúa haciendo meandros hasta confluir con el río Tranquil proveniente del noroeste.
Su área de drenaje es de 42,7 km².: 38 
| [[File:39°S-Carta Preliminar 3973 Valdivia IGM 1953.pdf\|4000px\|alt={{{Alt\|El río Cua Cua en el Carta Preliminar Valdivia, IGM, 1953.]] File:39°S-Carta Preliminar 3973 Valdivia IGM 1953.pdfEl río Cua Cua en el Carta Preliminar Valdivia, IGM, 1953. | [[File:12-valdivia-osorno.jpg\|6000px\|alt={{{Alt\|El río Cua-Cuá ("Cuacua") en el Atlas del Centenario, de 1911.]] File:12-valdivia-osorno.jpgEl río Cua-Cuá ("Cuacua") en el Atlas del Centenario, de 1911. |

## Caudal y régimen
El río no tiene infraestructura fluviométrica, por lo que se le ha estimado en base al comportamiento de ríos cercanos considerando la geología y geografía de su cuenca. La estimación predice un caudal de entre 53 m³/s y 60 m³/s lo que lo convierte en el mayor aportante al lago Neltume.: 121 

## Historia
Luis Risopatrón lo describe en su Diccionario jeográfico de Chile (1924):: 268 
Cua-cua (Río). es pequeño i nace de unos gualves situados al SE del lugarejo de Tres Bocas de Cruces. Tiene 3 a 5 m de ancho, es navegable por botes en 1,6 kilómetro i se vácia en el río Cruces por el E de la isla de La Culebra i también al río Chorocamayo cuando está de crecida frente a La Recoba formando así la isla de Tres Bocas en la que está situado el lugarejo ya dicho.